# Alte Münze (Koblenz)

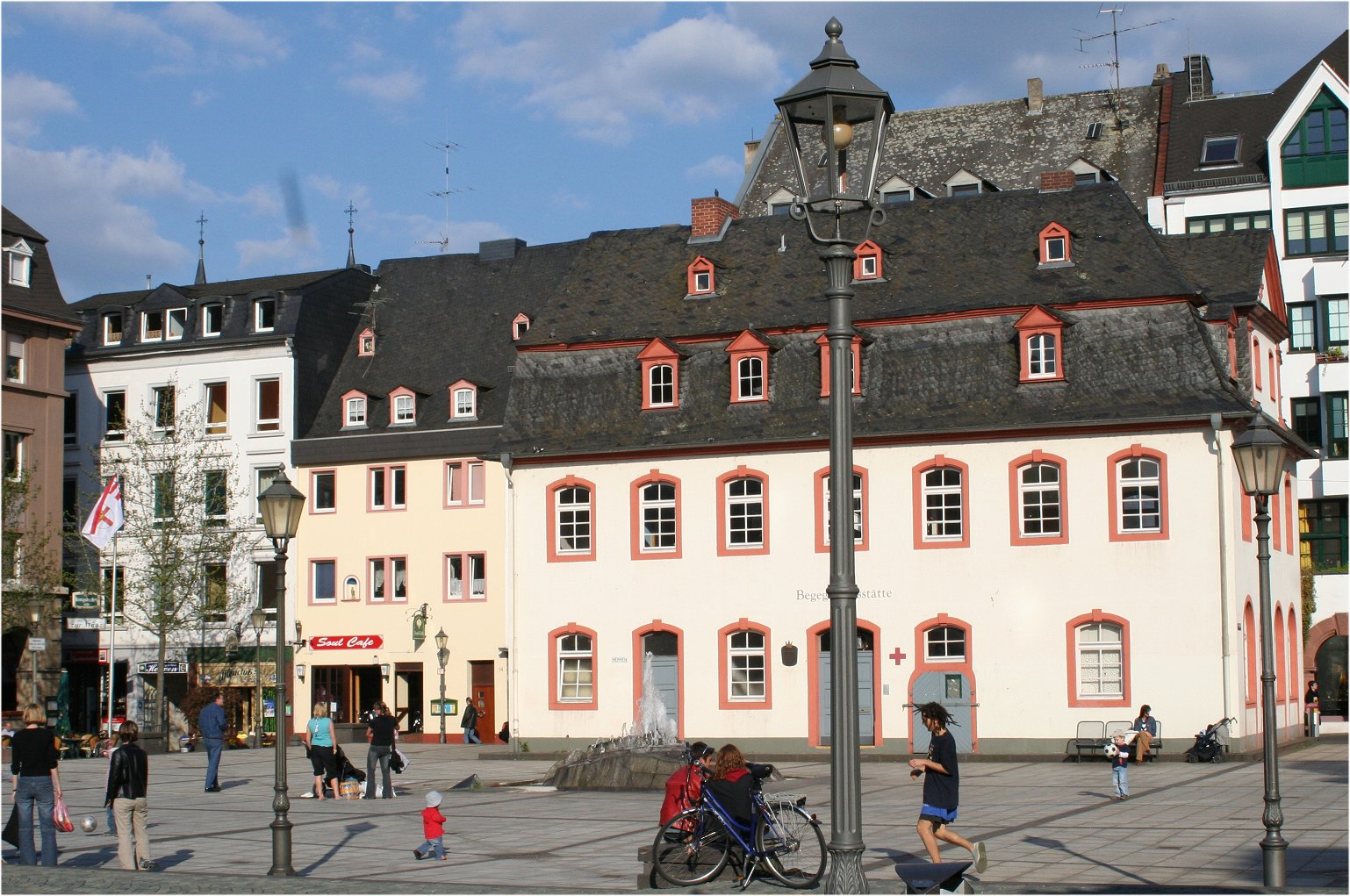
Die Alte Münze auf dem Münzplatz in Koblenz

Die Alte Münze ist das ehemalige Münzmeisterhaus der kurfürstlichen Münze in Koblenz. Ursprünglich bestand die Münze aus mehreren Gebäuden, die jedoch bis auf das Münzmeisterhaus abgebrochen wurden. Heute befindet sich in diesem Bereich der Münzplatz in der Koblenzer Altstadt.

## Geschichte
In Koblenz wurden bereits seit dem 14. Jahrhundert wieder vermehrt Münzen geprägt, nachdem die Kurfürsten von Trier das Münzregal erhalten hatten. Im 15. Jahrhundert wurde Koblenz schließlich sogar Hauptmünzstätte der Trierer Erzbischöfe und löste damit Trier ab, wo zuvor fast eineinhalb Jahrtausende Münzen geprägt worden waren. Ursprünglich stand das Münzgebäude an einer anderen Stelle, bis unter Kurfürst Karl Kaspar von der Leyen 1667 zum Münzprägen weitere Grundstücke im Bereich des heutigen Münzplatzes aufgekauft wurden. Das noch bestehende Münzmeisterhaus wurde 1761–63 als Wohnhaus des Münzmeisters Meydinger wahrscheinlich nach Plänen des Hofbaumeisters Johannes Seiz errichtet. Daneben befanden sich weitere Gebäude für die Schmelze, die Strecke, das Pochwerk, die Schlosserei, die Weißstückküche, den Glühofen und das Probierhaus.
Die Münze in Koblenz wurde 1773 geschlossen, die Gebäude verfielen danach. In der französischen Zeit (1794–1814) wurden die Gebäude 1806 zum Abbruch versteigert, um Platz für einen Gemüsemarkt zu schaffen. Erhalten blieb nur das Münzmeisterhaus. Nachdem Anfang des 19. Jahrhunderts auch Teile des gegenüberliegenden Metternicher Hofs aufgekauft worden waren, stand dieses Areal 1823 zur Erweiterung des Gemüsemarkts zur Verfügung. Daraus entwickelte sich der heutige Münzplatz.
Den von Willi Heinzen geschaffenen Brunnen vor der Alten Münze schenkte 1992 die Sparkasse Koblenz der Stadt zur 2000-Jahr-Feier.

## Bau
Das ehemalige Münzmeisterhaus ist ein Barockhaus mit schlichter Putzfassade, bestehend aus vier zu sieben Achsen. Die südliche Schmalfront wurde nachträglich mit einem aufgesetzten Zwerchhaus samt Dreiecksgiebel versehen. Die nördliche Seite erhielt einen durchgehenden Giebel. Im Erdgeschoss befinden sich an der Südseite Rundbogenfenster, sonst hat das Gebäude Segmentbogenfenster. Das Mansarddach mit zweireihig angeordneten Dachhäuschen besitzt noch einen originalen Dachstuhl. Im Inneren sind die alte Holztreppe und eine Stuckdecke erhalten geblieben sowie im Obergeschoss zwei alte Ofennischen.

## Denkmalschutz
Die Alte Münze ist ein geschütztes Kulturdenkmal nach dem Denkmalschutzgesetz (DSchG) und in der Denkmalliste des Landes Rheinland-Pfalz eingetragen. Es liegt in der Denkmalzone Altstadt.
Seit 2002 ist die Alte Münze Teil des UNESCO-Welterbes Oberes Mittelrheintal.